# Czółna (województwo lubelskie)
Czółna – wieś w Polsce położona w województwie lubelskim, w powiecie lubelskim, w gminie Niedrzwica Duża.
| SIMC    | Nazwa | Rodzaj    |
| ------- | ----- | --------- |
| 0386749 | Górki | część wsi |

Wieś graniczy z gminą Bełżyce i gminą Borzechów.
W latach 1975–1998 miejscowość należała administracyjnie do województwa lubelskiego.
Wieś stanowi sołectwo gminy Niedrzwica Duża. Według Narodowego Spisu Powszechnego z roku 2011 wieś liczyła 468 mieszkańców.
Wierni Kościoła rzymskokatolickiego należą do parafii Podwyższenia Krzyża Świętego w Niedrzwicy Dużej.

## Historia
Wieś notowana w początkach XV wieku jako Czolny stanowi własność szlachecką, w roku  1407 dziedzicem był Marcin Koniński z Krasienina.
w roku 1523 dziedzicem był Andrzej Lasota. w tymże 1523 roku Zygmunt I przenosi Czołny na prawo chełmińskie. Według Rejestrów Poborowych z roku 1531-3 odnotowano pobór z 2 łanów.
W roku 1676 wieś stanowi własność podkomorzego lubelskiego, który płaci tu pogłówne od 63 poddanych.
W wieku XIX wieś Czołna, lub Czołny (dzisiejsze Czółna)  stanowi wieś z folwarkiem w powiecie lubelskim, ówczesnej gminie Bełżyce, parafii Niedrzwica. W roku 1827 było tu 15 domów i 9l mieszkańców.
Folwark Czołna z wsią Czołna od Lublina oddalony o wiorst 18, od Bełżyc wiorst 7, od: Miłocina wiorst 14, od rzeki Wisły wiorst 28. Rozległość gruntów wynosiła mórg 753, w tym: grunta orne i ogrody mórg 637, łąk mórg 14, lasu mórg 84 nieużytki i place stanowiły mórg 18. Płodozmian w uprawach 8., 5. i 4. polowy. W okolicach pokłady kamienia wapiennego. Wieś Czołna posiadała osad 26 z gruntem mórg 384.